# Der Leopard (Roman)
Der Leopard (ital. Il Gattopardo) ist der einzige Roman des italienischen Schriftstellers und Adeligen Giuseppe Tomasi di Lampedusa (1896–1957). Basierend auf der Geschichte seiner eigenen Familie beschreibt Lampedusa den allmählichen Machtverlust einer sizilianischen Adelsfamilie in Folge des Risorgimentos. Der Roman erschien postum 1958 bei Feltrinelli in Mailand, wurde zu einem Verkaufserfolg und gilt heute als moderner Klassiker der italienischen Literatur.

## Inhalt
In acht Kapiteln (bzw. „Teilen“) werden Episoden aus dem Leben des sizilianischen Fürstenhauses Salina zwischen Mai 1860 und Mai 1910 erzählt. Vor dem Hintergrund der politischen Umwälzungen Italiens durch den Siegeszug Garibaldis 1860 und der sozialen Veränderungen durch den Aufstieg des Bürgertums wird in den ersten Kapiteln der Alltag im fürstlichen Haushalt zwischen 1860 und 1862 in einzelnen Szenen dargestellt: eine Fahrt ins nächtliche Palermo, ein Tag auf der Jagd in den Bergen, die Ablieferung der Pacht im Herrenhaus, ein festliches Abendessen, eine Visite im fürstlichen Kloster, der Besuch eines Abgesandten der neuen Machthaber, die dem Fürsten vergeblich ein Senatorenamt anbieten, ein rauschender Ball in Palermo, und vieles mehr. Der fürstliche Haushalt wechselt von seinem Stadtpalast zu seinem ländlichen Sommerschloss Donnafugata im Süden der Insel. Dort verliebt sich der Neffe des Fürsten, Tancredi, der sich an Garibaldis Feldzug beteiligt hatte, in die schöne Angelica, die Tochter des ebenso gewieften und rücksichtslosen wie neureichen, aber plebejisch-unkultivierten Provinz-Bürgermeisters Calogero Sedàra.
Die Liebesgeschichte zwischen Tancredi und Angelica steht im Zentrum des Romans. Sie ist einerseits hymnisch und schwelgt in sinnlichen Darstellungen des Paares beim Festmahl in großer Runde und während des „Liebessturms“ ihrer endlosen Streifzüge durch den riesigen Palast mit seinen Geheimnissen. Andererseits steht die Beziehung von Anfang an wegen Angelicas Streben nach sozialem Aufstieg und Tancredis Interesse an ihrem Reichtum unter einem unglücklichen Stern. Daher heißt es am Ende: „Dies waren die besten Tage im Leben Tancredis und Angelicas … das Vorspiel zu ihrer späteren Ehe, die ihnen, auch erotisch, nie recht gelingen sollte.“
Im 7. Kapitel, datiert auf Juli 1883, geht es um den Tod Don Fabrizios, der aus der Binnensicht des Sterbenden erzählt wird. Als Leitfigur dient dabei die Metapher des Verströmens, des permanenten Verlustes von Teilen der Persönlichkeit, erst im Bild einer Sanduhr, dann in dem eines immer größer werdenden Wasserfalls, der ein immer lauteres inneres Tosen erzeugt – bis das tosende Meer endlich „völlig zur Ruhe“ kommt.
Im letzten Kapitel, das im Mai 1910 spielt, ist Angelica schon Witwe und damit die Zeit ihrer so romantisch begonnenen Ehe beendet. Die drei unverheirateten und im Alter fromm gewordenen Schwestern des Hauses Salina müssen erleben, wie ihnen nach einer strengen Prüfung durch die bischöfliche Kurie der Stolz ihrer Frömmigkeit genommen wird, indem der Kardinal-Erzbischof von Palermo ihre private Hauskapelle von einem Haufen falscher Reliquien säubern lässt. Concetta, eine der drei Schwestern, die ihr Leben lang dem vor 50 Jahren an Angelica verlorenen Tancredi nachgetrauert hatte, erfährt als 70-Jährige von einem Freund Tancredis, dass sie den damals vergeblich Geliebten vielleicht doch hätte gewinnen können, aber durch eigene Schuld verloren hat. Verbittert räumt sie die letzte Erinnerung an bessere Tage aus ihrem Zimmer.

## Aufbau, Stil und Deutung
Das große Thema des Romans ist daher die Vergeblichkeit der Suche nach Dauer und Glück, die Vorherrschaft der Zeit über alle Anstrengungen der Einzelnen, ihrem Leben einen bleibenden Sinn zu geben. Auf dem Sterbebett resümiert Don Fabrizio, dass er von seinen 73 Jahren nur zwei, höchstens drei Jahre „wirklich gelebt“ habe. Sein Wappentier, der Leopard, ist längst nicht mehr zeitgemäß. Don Fabrizio hat alle raubtierhaften Züge verloren.
Die Liebe zwischen Tancredi und Angelica wird nach dem Muster eines großen Anfangs mit banalem Ende erzählt, dem Grundmuster aller Geschichten des Romans: derjenigen des an seiner Passivität zugrundegehenden Hauses Salina, dessen letzter wirklicher Spross Don Fabrizio ist, derjenigen vom Aufstieg des Bürgertums, das seinen Ruf und den des angeheirateten Adels durch seinen Geiz verspielt und sich bald der Plebejer erwehren muss, derjenigen von der Entzauberung der Frömmigkeit der alten Jungfern Salina und schließlich derjenigen von Concetta, die in ihrem vergeblichen Liebeswerben womöglich doch erfolgreich hätte sein können.
All diese Geschichten sind die eines notwendigen, schmerzhaften Scheiterns menschlicher Hoffnungen, das schon ihren Anfängen eingeschrieben ist. Damit wird die politische Entwicklung, die soziale Umwälzung, der Aufbruch in eine große Liebe und schließlich sogar die Strenge und Härte einer frommen Lebensführung zu einem Scheitern des menschlichen Lebens in seinen verschiedenen, durch den Handlungsfaden verbundenen Facetten.
Mehrfach wird das Motto Tancredis im Roman selbst und inzwischen auch oft von seinen italienischen Lesern zitiert: „Wenn wir wollen, daß alles so bleibt, wie es ist, muss alles sich ändern.“ Tancredi rechtfertigt damit seinen Anschluss an die Bewegung Garibaldis, die in den Jahren nach 1860 die Einigung Italiens unter bürgerlichen Vorzeichen erreichte. Der tiefere Sinn dieses Mottos (das im heutigen Italien als gattopardismo bekannt ist) könnte somit darin liegen, Veränderung, Entwicklung und Fortschritt als die wahren Triebkräfte der Geschichte nahezulegen.
Dennoch ist der Roman in seiner Komposition und Textur der Motive eigentlich gegen Tancredis Motto geschrieben. Auch die von ihm mit herbeigeführten Veränderungen können das Ende der Vorherrschaft seiner Klasse und das seiner Liebe nicht verhindern. Auch der intelligente Tancredi ist am Ende ein Gescheiterter. Bei genauerem Hinsehen enthüllt sich der Kern des Romans nicht im Triumph der Veränderung, sondern in dem der Vergeblichkeit. Die Verbindung von Adel und Geld kann den Mangel an Professionalität bei der Bewirtschaftung der Güter in Sizilien nicht ausgleichen und die kulturelle Rückständigkeit nicht beseitigen. Sizilien bleibt Neuerungen gegenüber undurchlässig, nicht zuletzt durch den Mangel an Kenntnissen „irgendeiner Sprache“ und die dadurch entstehende Abschottung gegenüber der europäischen Kultur. So betätigt sich Don Fabrizio als Familienzensor und gibt „angewidert“ „ein paar Bände Balzac“ an einen Freund, „dem er übel wollte“.
Im Zusammenhang mit der einebnenden Rolle der Zeit im Roman stehen auch die dem Autor bisweilen als Stilfehler vorgeworfenen Erwähnungen von Ereignissen außerhalb der Handlungszeit des Romans.
Beispiele:
- „Er [Fürst Fabrizio im Jahre 1860] befand sich im Geisteszustand einer Person, die im Glauben, an Bord eines der dicken Propellerflugzeuge gegangen zu sein, die den Postdienst zwischen Palermo und Neapel versehen, auf einmal merkt, dass er in einem Überschallflugzeug sitzt …“[7]
- „… ein überaus gelungener Gag, als Regieeinfall geradezu mit Eisensteins Kinderwagen auf der Treppe in Odessa [in seinem Film ‚Panzerkreuzer Potemkin‘] vergleichbar.“[8]
- „Pater Pirrone stammte vom Lande. Er war in San Cono geboren, einem winzigen Dorf, das heute dank der Busverbindung fast schon einer der ferneren Satelliten von Palermo ist …“[9]

In diesem sonst gleichbleibend linear geschriebenen Roman sind diese ungewöhnlichen Zeitbrüche jedoch Vorgriffe, die die Veränderbarkeit der Lebensbedingungen betonen und das Thema der Vergänglichkeit akzentuieren. Sie sind also keine „Stilfehler“ des Autors, sondern unterstreichen sein eigentliches Thema.

## Zum OriginaltitelIl Gattopardo

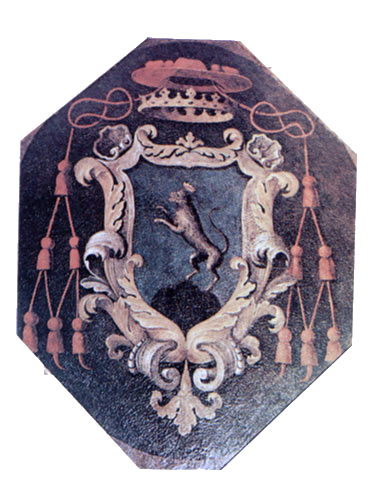
Familienwappen der Tomasi. Das Wappentier ist nach heraldischer Konvention ein Löwe.

In den 1990er Jahren, angestoßen von einer These des Lampedusa-Biographen Andrea Vitello, kam es zu einer Debatte über den titelgebenden Gattopardo, den der Autor als Wappentier der Familie Salina gewählt hat, während das Wappen der Familie Lampedusa einen hoch aufgerichteten Leoparden mit löwenartiger Mähne und Krone zeigt. Da „Leopard“ im Italienischen leopardo heißt, handle es sich, so wurde argumentiert, bei gattopardo um eine kleinere Raubkatze, einen Serval oder Ozelot, auch Pardelkatze genannt, und mit dieser Namenswahl habe der Autor ironisch auf den Machtverfall des Fürsten anspielen wollen.
Burkhart Kroeber, der 2019 eine Neuübersetzung des Romans beim Piper Verlag herausgebracht hat, gibt jedoch gattopardo sowohl im Titel als auch im Text mit „Leopard“ wieder. Im Nachwort zu seiner Übersetzung begründet er diese Entscheidung damit, dass im Text des Romans nichts von einer ironischen Verkleinerung des Raubtiers zu spüren sei, der gattopardo wirke „im Gegenteil eher löwenähnlich“. Tatsächlich wird der Fürst an mehreren Stellen im Text als „löwenhaft“ oder „wie ein Löwe“ bezeichnet. Nach Kroeber handelt es sich bei dem gattopardo „ganz offensichtlich um eine Kreation des Autors“, zumal das Wort vor diesem Roman kaum in der italienischen Literatur zu finden sei; ein Tier namens gattopardo im Sinne von Serval habe es weder auf Sizilien noch sonst irgendwo in der Welt gegeben; „in Sizilien“, so Kroeber, „gibt es keinen Serval, und wo es ihn gibt, heißt er nicht gattopardo“.
Heute herrscht in Expertenkreisen die Ansicht vor, dass es sich bei gattopardo um eine italianisierte Form des sizilianischen Dialektwortes gattupardu (auch attupardu ohne g) für leopardo handelt, also um das Wort, mit dem die Dienerschaft des Hauses Lampedusa das Wappentier ihrer Herren bedachte; der Autor habe es ähnlich stellvertretend verwendet, wie er die namensgebende Insel Lampedusa durch die Insel Salina vor der Nordküste Siziliens ersetzt hat. Daher wird der Roman in der deutschsprachigen Fachliteratur heute allgemein unter dem Titel Der Leopard zitiert.

## Ausgaben
- Giuseppe Tomasi di Lampedusa: Il Gattopardo (= Biblioteca di lettura, diretta da Giorgio Bassani, I Contemporanei. 4). Feltrinelli, Milano 1958
  - Deutschsprachige Rechte beim Piper Verlag, München:
  - Der Leopard. Aus dem Italienischen von Charlotte Birnbaum, Verlag Volk und Welt 1959, ISBN 3-353-00062-3.
  - Der Gattopardo. Aus dem Italienischen von Giò Waeckerlin Induni. 2004, ISBN 3-492-04584-7.
  - Der Leopard. Aus dem Italienischen von Burkhart Kroeber. 2019, ISBN 978-3-492-05984-8.